# Sokolniki (powiat wrzesiński)
Sokolniki – wieś w Polsce położona w województwie wielkopolskim, w powiecie wrzesińskim, w gminie Kołaczkowo.
Wieś królewska należała do starostwa pyzdrskiego, pod koniec XVI wieku do powiatu pyzdrskiego województwa kaliskiego. Według podziału administracyjnego Polski obowiązującego do 1998 roku miejscowość należała do województwa poznańskiego.

## Informacje ogólne
Sokolniki to siedziba sołectwa. W miejscowości funkcjonuje: szkoła podstawowa i filia przedszkola, przychodnia lekarska, parafialny kościół (rzymskokatolicki), biblioteka publiczna, apteka i kilka sklepów. Na terenie Sokolnik działa jednostka OSP. Znajdują się tam 2 cmentarze, w tym zabytkowy protestancki.

## Historia
Sokolniki w okresie średniowiecza to wieś służebna, będąca własnością księcia Przemysła II. Lokowana była na prawie niemieckim przed rokiem 1286. Pierwszym sołtysem wsi był człowiek o imieniu Wladko. Źródła podają, że w roku 1385 Sokolniki były własnością królewską. Według historycznych dokumentów w tym roku król Polski Jadwiga zastawiła biskupowi poznańskiemu Dobrogostowi m.in. wieś Sokolniki. Według danych z roku 1564 we wsi mieszkało 18 chłopów, 3 ogrodników i 2 karczmarzy. W roku 1888 w Sokolnikach mieszkało 399 osób w części chłopskiej miejscowości, ulokowanych w 36 domach. W części dworskiej wsi w tym czasie mieszkało 276 osób w 16 domach. Majątek należał wtedy do Juliana Lewandowskiego, który sprzedał go Niemieckiej Komisji Kolonizacyjnej. 
Już przed 1413 rokiem istniał w Sokolnikach drewniany kościół pod wezwaniem św. Jakuba. w chwili obecnej w miejscowości znajduje się kościół murowany z przełomu XIX i XX w. Według źródeł z roku 1692 we wsi istniał szpital dla ubogich i szkoła parafialna. W 1888 roku w majątku znajdował się młyn parowy, cegielnia, gorzelnia oraz olejarnia.
W Sokolnikach została pochowana Zofia Żychlińska.